# Sybrand Heerma van Voss
Sybrand Casparus Jan Heerma van Voss (Oud Gastel, 11 november 1841 – Leur, 19 oktober 1934) was een Nederlands industrieel en luchtvaartpionier.

## Leven en werk
Heerma van Voss was de zoon van de kantonrechter te Oudenbosch Ulbo Jetze Heerma van Voss en Jacoba Johanna Fercken. Hij werd opgeleid voor de handel en in 1868 kreeg hij de leiding van de Leurse olie- en meelmolen, een bedrijf van zijn oom Fercken, dat in 1859 de eerste stoommachine van de gemeente in gebruik had genomen. Dezelfde oom had reeds in 1866 een suikerfabriek te Roosendaal in bedrijf gesteld. In 1868 werd Heerma van Voss uitgenodigd om de leiding van een te Leur te bouwen suikerfabriek op zich te nemen. Deze fabriek bleek zeer innovatief. Er kwam een laboratorium, en in een vroeg stadium werd elektrisch licht en een eigen telefoon ingevoerd. Al snel werd hij een rijke industrieel, die bovendien belangrijke functies bezat in de zich ontwikkelende bietsuikerindustrie.
In 1918, na de Eerste Wereldoorlog, vond er een concentratieproces in de suikerindustrie plaats. Hij verkocht zijn fabrieken maar liet de arbeiders delen in de winst.
Heerma van Voss was zeer betrokken bij het sociale en kerkelijk leven in Leur. Zo schonk hij de gemeenschap een gaarkeuken, een postkantoor en een beeld van Adriaan van Bergen. Ook toen de gemeente Etten-Leur de gemeentetoren niet meer wilde restaureren schoot Heerma van Voss te hulp. Hij schonk het geld onder andere op de voorwaarde dat de gemeente de toren voortaan beter zou onderhouden.

### Luchtvaart
Bij het 40-jarig bestaan van zijn suikerfabriek organiseerde Heerma van Voss in de gemeente de eerste vliegtuigopstijging van Nederland, op 27 juni 1909. Hij liet hiervoor de Franse piloot Charles de Lambert overkomen met zijn Wright Flyer.
Mensen uit de wijde omgeving kwamen richting Etten-Leur, de stoomtram was helemaal vol en de prijzen voor een kaartje liepen op tot 50 gulden. Er werden extra treinen ingezet. 
De vlucht duurde weliswaar slechts 4 minuten, maar was voor Nederland van historische betekenis.
Ter herinnering aan deze vlucht staat er aan de Rijsbergseweg een gedenknaald op de plek waar de eerste vlucht plaatsvond. De naald werd geplaatst bij het 25-jarig jubileum van deze vlucht en werd onthuld in 1935.
Op 18 juni 2009, bij het 100-jarig jubileum van deze historische vlucht, werd een tweede monument onthuld aan het verkeersplein Vosdonk-Vossendaal. Deze Wright Flyer Replica, een levensgroot vliegtuigmodel op een 6 meter hoge zuil, werd onthuld door Amanda Wright Lane, de achterkleinnicht van de Gebroeders Wright.
Ter gelegenheid van de beroemde vlucht werd in 1995 door Pieter van Dijck het vier minuten durende lied De Verwondering gecomponeerd, dat een soort verslag van de genoemde gebeurtenis inhoudt.

## Persoonlijk
Op 25 januari 1900 werd Heerma van Voss benoemd tot officier in de Orde van Oranje-Nassau bij de viering van het 25-jarig bestaan van de Vereeniging der Nederlandsche Suikerfabrikanten in Hotel De Oude Doelen in Den Haag. Op 10 juni 1913 werd hij benoemd tot ridder in de Orde van de Nederlandse Leeuw bij de viering van het eeuwfeest van de Nederlandse beetwortelsuiker-industrie in Maison Couturier in Amsterdam.
Sybrand Heerma van Voss is op 24 juni 1868 in Poortugaal getrouwd met Josina Cornelia van der Poest Clement (Zevenbergen, 7 juni 1847 – Leur, 10 april 1881). Na haar dood is hij op 19 juni 1891 in Etten hertrouwd met Louise Johanna Lesturgeon (Vledder, 21 december 1855 – Gorssel, 19 mei 1930). Uit beide huwelijken werden in totaal tien kinderen geboren: acht uit het eerste (van wie er vijf jong zijn overleden) en twee uit het tweede (van wie er een jong is overleden).
Sybrand Heerma van Voss is de overgrootvader van de journalist en voormalige VPRO-voorzitter Arend Jan Heerma van Voss.